# Північна війна (1700—1721)
Вели́ка Півні́чна війна́ — війна коаліцій Швеції та Московії за панування у Північній, Центральній та Східній Європі у 1700—1721 роках. Початковими лідерами антишведського союзу були Петро I, Фредерік IV та Август II Фрідріх. Фрідріх IV та Август II зазнали поразки від Швеції при Карлі XII і вимушені були вийти з союзу у 1700 та 1706 роках, відповідно, але знову приєдналися до нього 1709 року після поразки Карла XII у Полтавській битві. Георг I та Ганноверське курфюрство приєдналися до коаліції у 1714 та у 1717 роках, відповідно, а Фрідріх-Вільгельм I та Прусське королівство приєдналися до неї у 1715 році.
Карл XII очолив шведську армію. До союзників Швеції входили Гольштейн-Готторпське герцогство, кілька польських магнатів при Станіславі I Лещинському (1704—1710) та Україна при гетьмані Івані Мазепі (1708—1710). Османська імперія тимчасово приймала сторону Карла XII і воювала проти Петра I.
Коли союз Данії-Норвегії, Саксонії та Московії вважав за можливе перемогти Швецію, якою на той час правив молодий Карл XII, цей союз оголосив війну Шведській імперії. Війна почалася з потрійної атаки на Гольштейн-Готторпське герцогство, шведську Лівонію та шведську Інгерманландію. Швеція відбила данські та російські напади на Травендал (серпень 1700) та Нарву (листопад 1700) відповідно, і в контратаці виштовхнула сили Августа II через Річ Посполиту до Саксонії, у результаті скинувши Августа ІІ з трону (вересень 1706) і змусивши його визнати поразку Альтранштедським договором (жовтень 1706). Договір також передбачав екстрадицію та страту Йоганна Рейнгольда фон Паткуля, архітектора альянсу. 
Тим часом сили Петра I оговталися після поразки під Нарвою і зайняли позицію в балтійських провінціях Швеції, де закріпили доступ Росії до Балтійського моря, заснувавши 1703 року Санкт-Петербург. Карл XII пройшов маршем із Саксонії до Росії аби протистояти Петру І, однак кампанія закінчилася 1709 року знищенням головної шведської армії у вирішальній Полтавській битві та втечею Карла XII до османського міста Бендери. 1711 року Османська імперія розгромила російсько-молдавську армію під час Прутського походу, однак підписаний пізніше мирний договір врешті-решт не мав великих наслідків для позиції Росії.
Після поразки під Полтавою, антишведська коаліція ожила, і згодом до неї приєдналися Ганновер та Пруссія. Решта шведських сил були виведені із уражених чумою областей на південь та схід від Балтійського моря, кінцевим результатом чого стало падіння Риги у 1710 році. Члени коаліції розділили більшість шведських домініонів між собою, знищивши шведський dominium maris baltici. У західну Швецію вторглось обєднане Дансько-Норвезьке королівство, а зі сходу — Росія, яка окупувала Фінляндію у 1714 році. Швеція перемогла данських нападників у битві при Хельсінгборзі (1710). Карл XII відкрив норвезький фронт, але був убитий у Фредрікстені в 1718 році.
Війна закінчилася поразкою Швеції, зробивши Росію новою домінуючою силою в Балтійському регіоні і новою великою силою в європейській політиці.

## Назва
- Вели́ка Півні́чна війна́ (англ. Great Northern War, нім. Großer Nordischer Krieg, швед. Stora nordiska kriget)
- Третя Північна війна (нім. Dritter Nordischer Krieg)
- Півні́чна війна́ (рос. Северная война)

## Причини

Європа напередодні війни

До початку 1700 року переважна територія Балтійського моря відносилась до Шведської імперії: все узбережжя Фінської затоки, сучасні Балтійські країни, частина південного узбережжя Балтійського моря. Кожна з країн Північного союзу мала свої мотиви для входження у війну зі Шведською імперією.
Для Московського царства отримання виходу до Балтійського моря було в цей період часу найважливішим зовнішньополітичним і економічним завданням. 1617 року за Столбовським мирним договором Московське царство було вимушене поступитися Шведській імперії територією від Івангорода до Ладозького озера і, тим самим, повністю позбулося балтійського узбережжя. В ході війни 1656–1658 років вдалося захопити частину території країн Балтії. Були захоплені Нієншанц, Нотебург і Динабург; обложена Рига. Проте відновлення війни з Річчю Посполитою змусило Московське царство підписати Кардиський[уточнити] мирний договір і повернути Шведській імперії всі завойовані землі.
Данію підштовхувало до конфлікту з Шведською імперією давнє суперництво за панування на Балтійському морі. 1658 року Карл Х Густав розбив данців в ході походу в Ютландію і Зеландію і відторгнув частину провінцій на півдні Скандинавського півострова. Данія-Норвегія відмовилася від збору мита при проході судів через Зундську протоку. Крім того, дві країни гостро змагалися за вплив на південного сусіда Данії — герцогство Шлезвіг-Гольштейн.
Вступ до союзу Курфюрства Саксонія пояснювався зобов'язанням Августа II Сильного повернути Речі Посполитій Ліфляндію у разі його обрання польським королем. Ця провінція опинилася в руках Шведської імперії за Олівським мирним договором 1660 року.
Спочатку коаліція була оформлена договором 1699 року між Московським царством і Данією, причому Московія повинна була вступити у війну тільки після укладення миру з Османською імперією. Восени того ж року до переговорів долучилися представники Августа II.

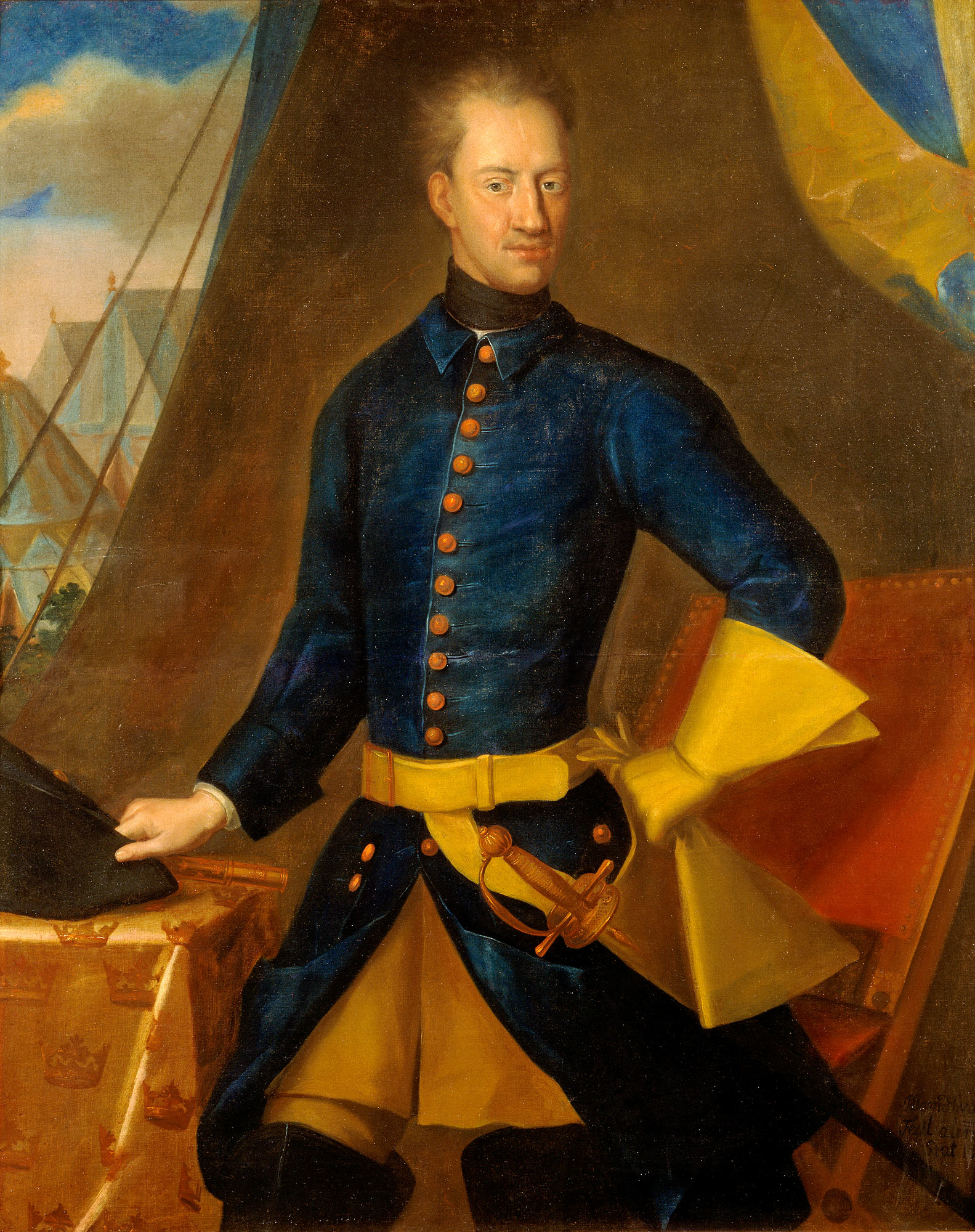
Карл ХІІ Шведський
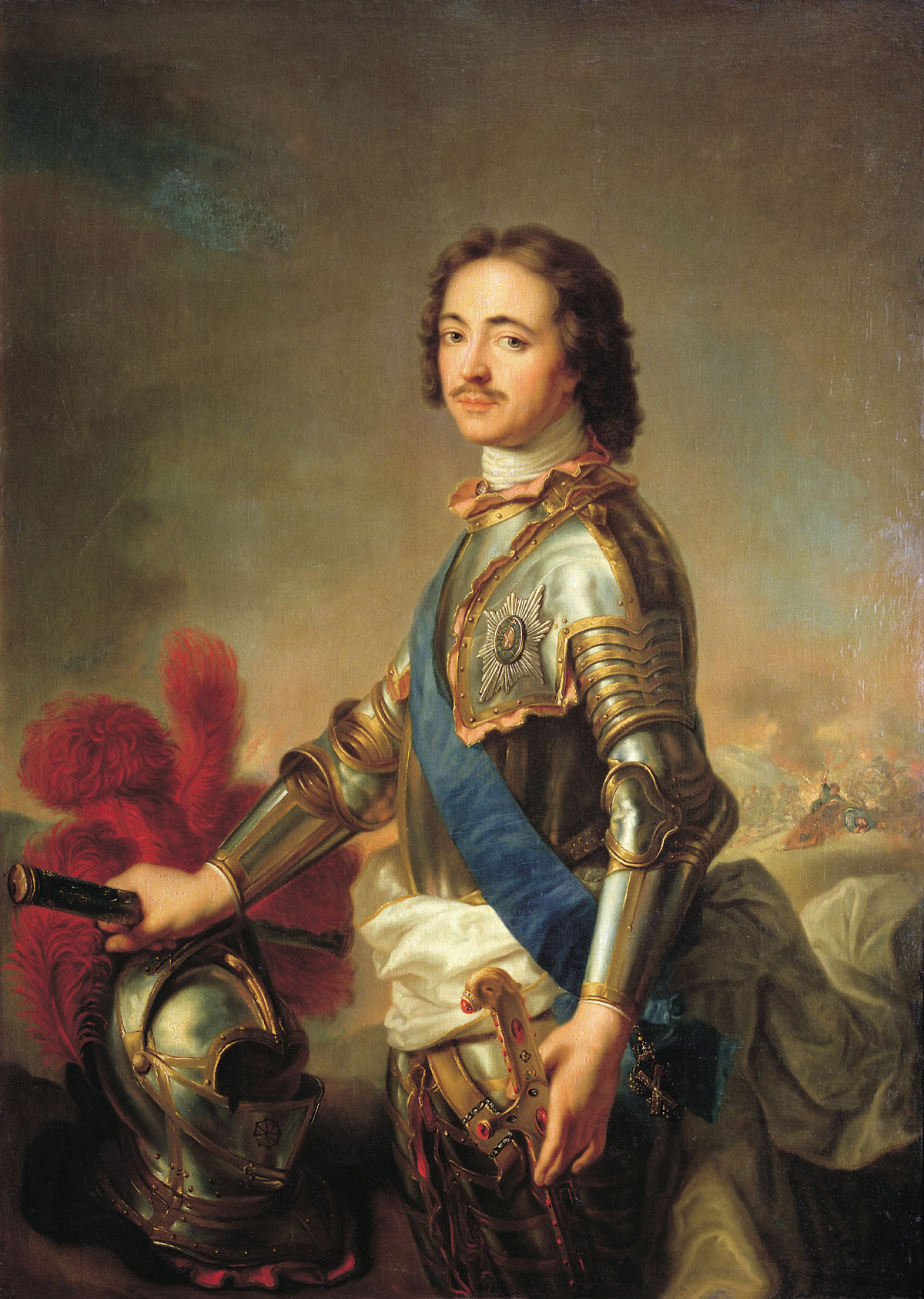
Петро І Московський
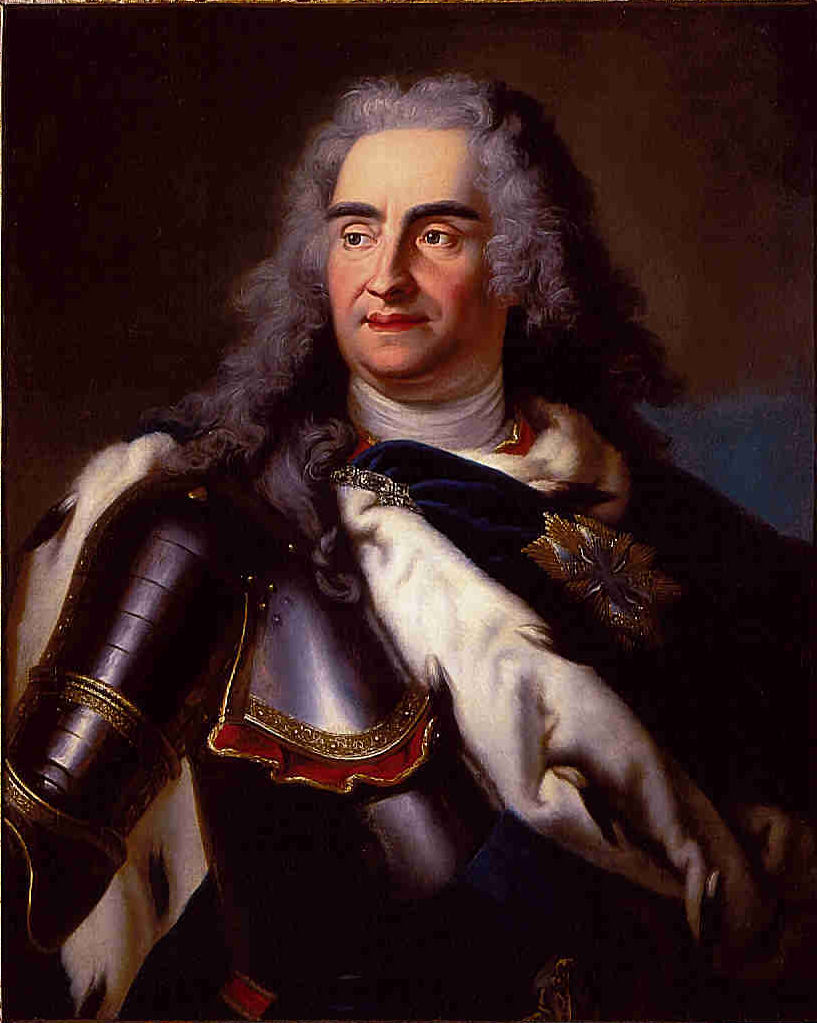
Август ІІ Саксонський
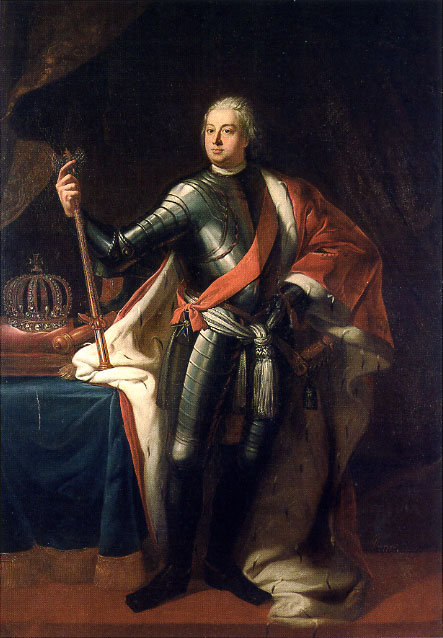
Фрідріх-Вільгельм І

## Учасники
| - Шведська імперія - Гетьманщина (1708—1709) - Османська імперія (1710–14) - Крим (1710–14) - Валахія (1710–14) - Варшавська конфедерація (1704—1709) - Holstein-Gottorp (1700—1720) - Нідерланди (1700) - Англійське королівство (1700) - Шотландське королівство (1700) - Ірландське королівство (1700) - Велика Британія (1719—1720) | - Московське царство - Гетьманщина - Саксонія (1700—1706, 1709—1719) - Річ Посполита (1701—1704, 1709—1719) - Курляндія-Семигалія (1700—1701) - Сандомирська конфедерація (1704—1709) - Данія-Норвегія (1700, 1709—1720) - Пруссія (1715–20) - Гановер (1715–19) - Велика Британія (1717–19) - Чорногорія (1711—1712) - Молдавія (1711) |

## Перебіг

### Початок

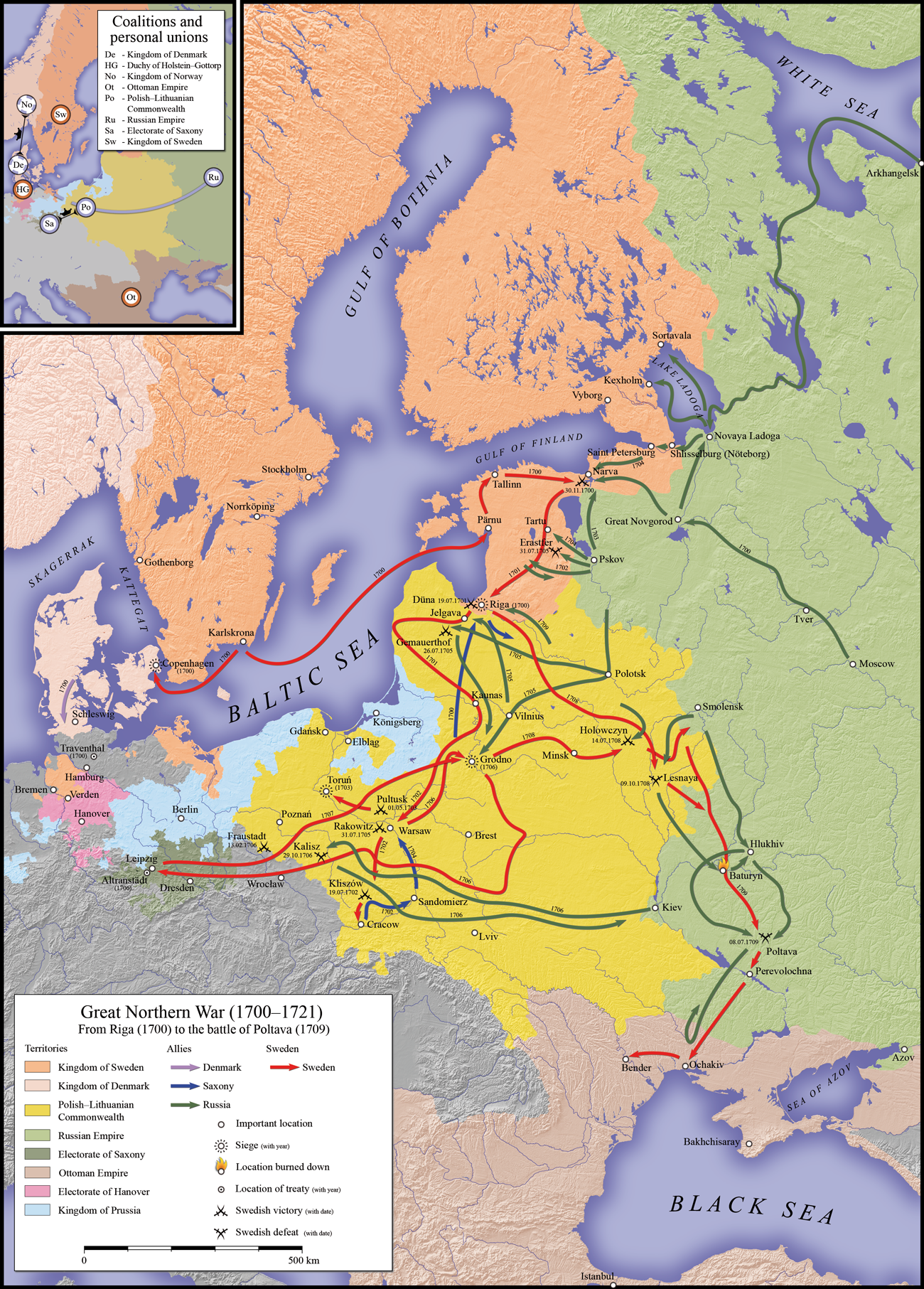
Події 1700—1709

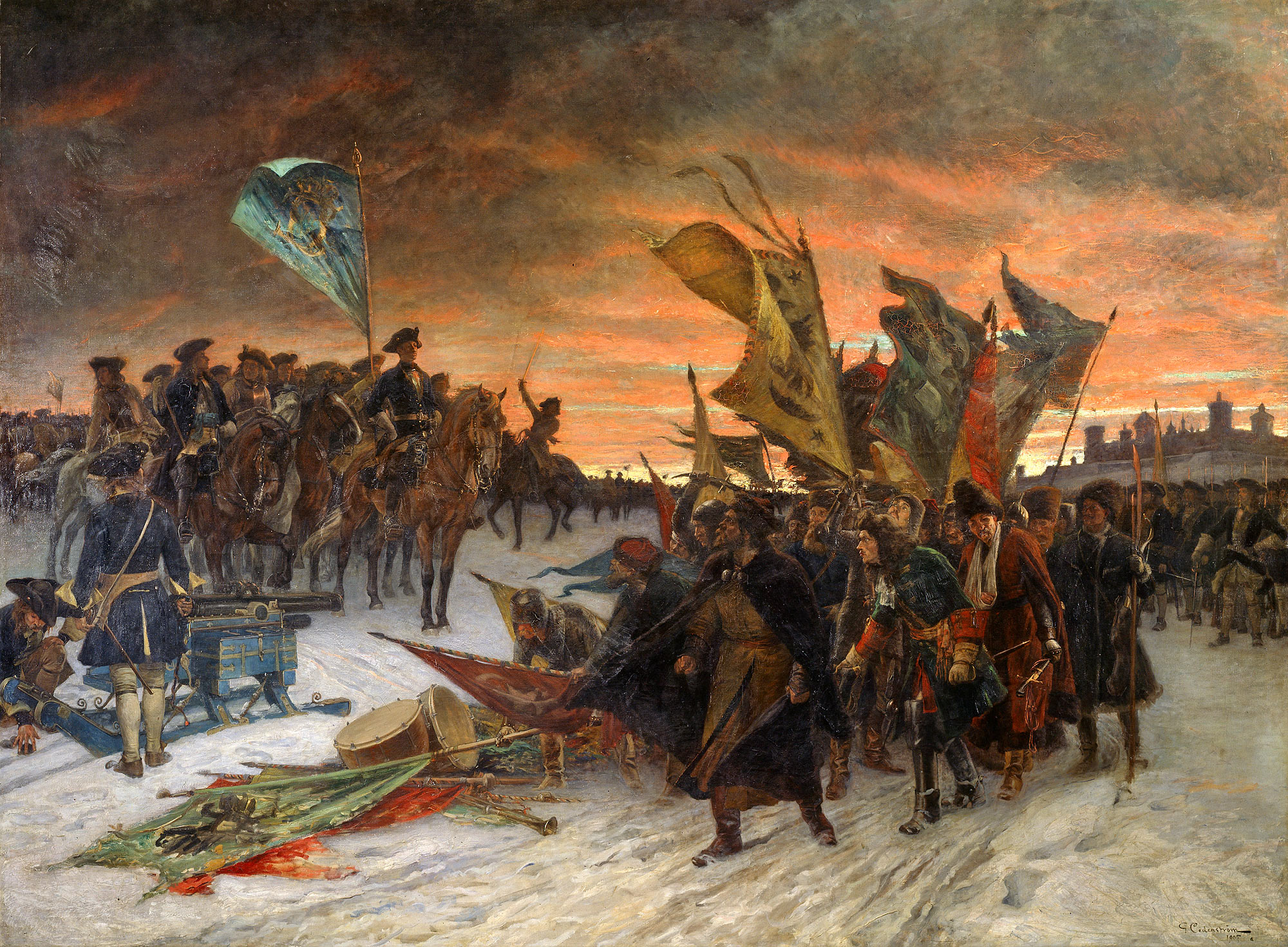
«Перемога шведів в битві під Нарвою 1700». Густав Седерстрем 1910

Початок війни характеризується безперервною чергою шведських перемог. 12 лютого 1700 року війська Саксонії взяли в облогу Ригу, проте не досягли успіху. У серпні того ж року данський король Фредерік IV почав вторгнення в Гольштейн-Готторпське герцогство на півдні країни. Проте війська 18-річного шведського короля Карла XII несподівано висадилися під Копенгагеном. Данія-Норвегія була вимушена укласти Травендальський мирний договір і відмовитися від союзу з Августом II Сильним (про союз з Петром І тоді ще не було відомо, оскільки Московське царство не почало військових дій).
Приблизно в цей же час прийшла звістка про укладення Константинопольського мирного договору з османами і Петро оголосив війну Шведській імперії і обложив Нарву. 19 листопада 1700 року війська Карла XII завдали московським військам важкої поразки в битві під Нарвою. Після цієї поразки на кілька років в Європі затвердилася думка про повну недієздатність московської армії, а Карл отримав прізвисько шведського «Олександра Македонського».
19 липня 1701 року шведи розбили союзне саксонсько-московсько-курляндське військо на Дюні, після чого до вересня окупували герцогство Курляндії і Семигалії.
Шведський король ухвалив рішення не продовжувати активні військові дії проти московської армії, а завдати основного удару по військах Августа II. Історики розходяться в думках, чи було це рішення шведського короля зумовлено об'єктивними причинами (неможливістю продовжити наступ, залишивши в тилу саксонську армію) або особистою неприязню до Августа і зневагою до військ Петра.
Шведські війська вторглися на територію Речі Посполитої і завдали кілька відчутних поразок саксонській армії. 1701 року була взята Варшава, в 1702 отримані перемоги під Торунню і Краковом, в 1703 — у Данцига і в Познані. А 14 січня 1704 року сейм позбавив влади Августа II як короля Речі Посполитої і обрав новим королем шведського ставленика Станіслава Лещинського.
Тим часом на московському фронті не велося масштабних військових дій. Це дало Петрові I можливість відновити сили після поразки під Нарвою. Вже 1702 року московити знов перейшли до наступальних операцій. У липні 1702 року Шереметєв розгромив шведські війська полковника Шліппенбаха у битві при Гуммельсгофі, після чого вдерся до Ліфляндії.
У ході кампанії 1702—1703 років в руках московитів опинилася вся течія Неви, що охоронялася двома фортецями: у витоках річки — фортецею Шліссельбург (Орешек), а у гирлі — заснованим 27 травня 1703 року Санкт-Петербургом (саме там, при впадінні річки Охти до Неви знаходилася взята Петром I шведська фортеця Нієншанц, розібрана пізніше для будівництва Санкт-Петербурга). Нарешті, 1704 року московські війська захопили Нарву. Штурм фортеці наочно продемонстрував зрослу майстерність і оснащеність московської армії.
Дії Карла XII викликали невдоволення в Речі Посполитій. 1704 року зібралася Сандомирська конференція, з метою об'єднання прихильників Августа II на якій проголошено невизнання Станіслава Лещинського королем.
19 (30) серпня 1704 року була укладена Нарвська угода між Московським царством і представниками Речі Посполитої про союз проти Шведської імперії; згідно з цією угодою Річ Посполита офіційно вступала у війну на боці Північного союзу. Московське царство спільно з Курфюрством Саксонія розгорнуло військові дії на території Речі Посполитої.
1705 року була здобута перемога над військами Лещинського біля Варшави. Наприкінці 1705 року основні московські сили зупинилися на зимівлю у Гродно. Несподівано у січні 1706 року Карл XII спрямував туди значні сили. Союзники розраховували дати бій після підходу саксонських підкріплень. Але 13 (24) лютого 1706 року шведи завдали нищівної поразки саксонській армії у битві при Фрауштадті, розбивши втричі чисельніші сили супротивника. Залишившись без надії на підкріплення, московська армія була вимушена відступити у напрямі Києва.
Але Карл знов не пішов за військами Петра, а розвернув свою армію проти саксонців. Цього разу шведи вторглися вже на територію самого Курфюрства Саксонія. 24 вересня (5 жовтня) 1706 року Август II уклав таємну мирну угоду з Шведською імперією. За договором він відмовлявся від престолу Речі Посполитої на користь Станіслава Лещинського, розривав союз з Московським царством і зобов'язувався виплатити контрибуцію на утримання шведської армії.
Проте, не наважуючись оголосити про зраду у присутності московської армії під командуванням Олександра Меншикова, Август II змушений був зі своїми військами брати участь у битві при Каліші 18 (29) жовтня 1706 року. Битва закінчилася повною перемогою московської армії і полоненням шведського командувача. Ця битва стала найбільшою за участю московської армії з початку війни. Але попри блискучу перемогу, Московське царство залишилося у війні з Шведською імперією наодинці.

### Московський похід Карла XII
1708 року Карл XII (шведський король) почав здійснювати свій давній задум про похід на Московію. Похід мав відбутися в напрямку на Смоленськ і на Москву через територію Литви та Білорусі. Спочатку похід склався вдало. Але після кількох невдач у серпні — вересні Карл відмовився від попереднього плану. Він вирішив повернути в Україну, сподіваючись забезпечити свою армію провіантом та зміцнити її потугу козацькими полками й військом Лещинського. Шведський король також покладав надії на допомогу кримського хана та османського султана.

### Україна
Після успішного завершення воєнних дій на території Речі Посполитої та Саксонії, король Шведської імперії Карл XII вирішив завдати остаточної поразки Московській державі. З цією метою навесні 1708 року його армія розпочала похід через білоруські землі на Смоленськ і далі на Москву. 14 липня 1708 року у битві при Головчині шведи завдали поразки московському війську, але московський цар зміг успішно відвести свої війська до Смоленська. Однак протидія московських військ та хід таємних переговорів Карла XII та його союзника польського короля С. Лещинського з гетьманом І. Мазепою змусила шведське командування змінити початковий план воєнних дій. Український гетьман зважився на ведення переговорів з метою створення українсько-шведського воєнно-політичного союзу після того, як дізнався про намір московського царя Петра І ліквідувати політичну автономію України. Цьому сприяло різке зростання податкових, військових та інших тягарів, яких зазнавала Гетьманщина під час Північної війни з боку московської адміністрації, а також вимога царського уряду повернути Правобережну Україну до складу Речі Посполитої. Крім того, І.Мазепа прагнув забезпечити незалежність України у випадку перемоги у війні шведів.
У жовтні 1708 шведська армія вступила на українські землі. Такий розвиток подій змусив І.Мазепу відкрито перейти на сторону шведських військ і об'єднатися з ними для ведення війни з Московією. Відсутність більшої частини козацьких військ в Україні, жорстокість царських репресій та інші причини не дали можливості гетьману надати шведам суттєвої допомоги. Сувора зима 1708—1709 років, серія військових невдач, відсутність обіцяної допомоги з Кримського ханства, Османської імперії та Речі Посполитої значно погіршили становище армії Карла XII. Лише підтримка кошового отамана Запорізької Січі К. Гордієнка, який на чолі 8000 загону козаків у квітні 1709 приєднався до шведського війська, дещо покращила ситуацію. В таких умовах Карл XII вирішив розпочати наступ на Москву через Харків та Курськ. Суттєвою перешкодою на цьому шляху була Полтава, розташована на перехресті важливих шляхів. Захищав місто московський гарнізон — 4300 чол., який очолював полковник О. Келін, а також 2600 жителів міста.

### Полтавська битва
На початку травня 1709 шведські війська здійснили спробу штурмом здобути місто, але невдача змусила їх розпочати довготривалу облогу Полтави. Вперта оборона міста московським гарнізоном надовго скувала головні сили Карла XII і завдала їм значних втрат (понад 6 тис. чол. було вбито). Це дало можливість московському командуванню зосередити сили і підготуватися до генерального бою, який Петро І планував провести 29.6.(10.7.) 1709. Царськими військами було збудовано укріплений табір, підступи до якого охороняли 6 поперечних та 4 поздовжніх редути. Армія Петра І нараховувала 42500 чол. та 102 гармати. Крім того, вірне цареві українське козацьке військо гетьмана І. Скоропадського перетинало шведам шлях до відступу у напрямі Дніпра. Шведська армія складалася з 31000 чол. та 6 гармат. Гетьманські війська безпосередньої участі у Полтавській битві не брали. Вони охороняли шведський обоз, частково брали участь в облозі Полтави, що не дозволило московській армії оточити військо Карла XII або гарнізону Полтави здійснити вилазку проти шведів. Карл XII, дізнавшись вночі 26.6. про можливість прибуття на допомогу Петру І 40-тисячного війська хана Дюки, вирішив випередити московське командування і першим розпочати битву. Будучи пораненим напередодні, король передав командування фельдмаршалу К. Г. Реншільду. О 5 год. ранку 27.6.(8.07).1709 шведська піхота розпочала штурм редутів, але була відкинута московською кавалерією. Вступивши в бій шведська кіннота успішно вела боротьбу з кавалерією противника, але під сильним гарматним вогнем змушена була відступити. За цей час шведська піхота перегрупувалась і розпочала новий штурм редутів, два з яких були здобуті, але знову нищівний вогонь московської артилерії змусив шведів залишити зайняті позиції. Спроба Карла XII обійти редути з півночі також зазнала невдачі. Навальний наступ шведської піхоти був зупинений гарматним вогнем і шведи були змушені відступити в напрямку Будищинського лісу. Близько 9 год. ранку обидві армії, перегрупувавши свої сили, вступили у рукопашний бій, у результаті якого шведи не витримали натиску і почали залишати поле бою. До 11 години ранку битва закінчилась цілковитою поразкою шведського війська. У Полтавській битві шведи втратили 9234 чол. вбитими та 2874 чол. пораненими. У полон потрапили фельдмаршал К. Г. Реншільд, перший міністр Шведської імперії граф Пінер, багато генералів та офіцерів. Втрати московської армії становили 1345 чол. вбитими і 3290 чол. пораненими. Рештки шведського війська під командуванням генерала А.-Л. Левенгаупта відступили вздовж р. Ворскли у напрямку Дніпра. Біля Переволочної Карл XII, І. Мазепа, К. Гордієнко та ще близько 50 старшин, разом із загонами шведів та козаків (всього бл. 3000 чол.) переправилися через Дніпро і відійшли у османські володіння. 30.6.(11.7).1709 армія А.-Л. Левенгаупта (16000 чол.) у районі Переволочної була оточена кіннотою під командуванням О. Меншикова і здалася у полон.
Особливу жорстокість проявила Москва, яка знищила дощенту гетьманську столицю Батурин під проводом того ж таки Меншикова. Було не тільки знищено усі укріплення, пограбовано скарбницю, але й сплюндровано гробниці січових отаманів. Також після цих подій було зруйновано Переволочанську фортецю і поселення довкола неї.

### Поразка Швеції

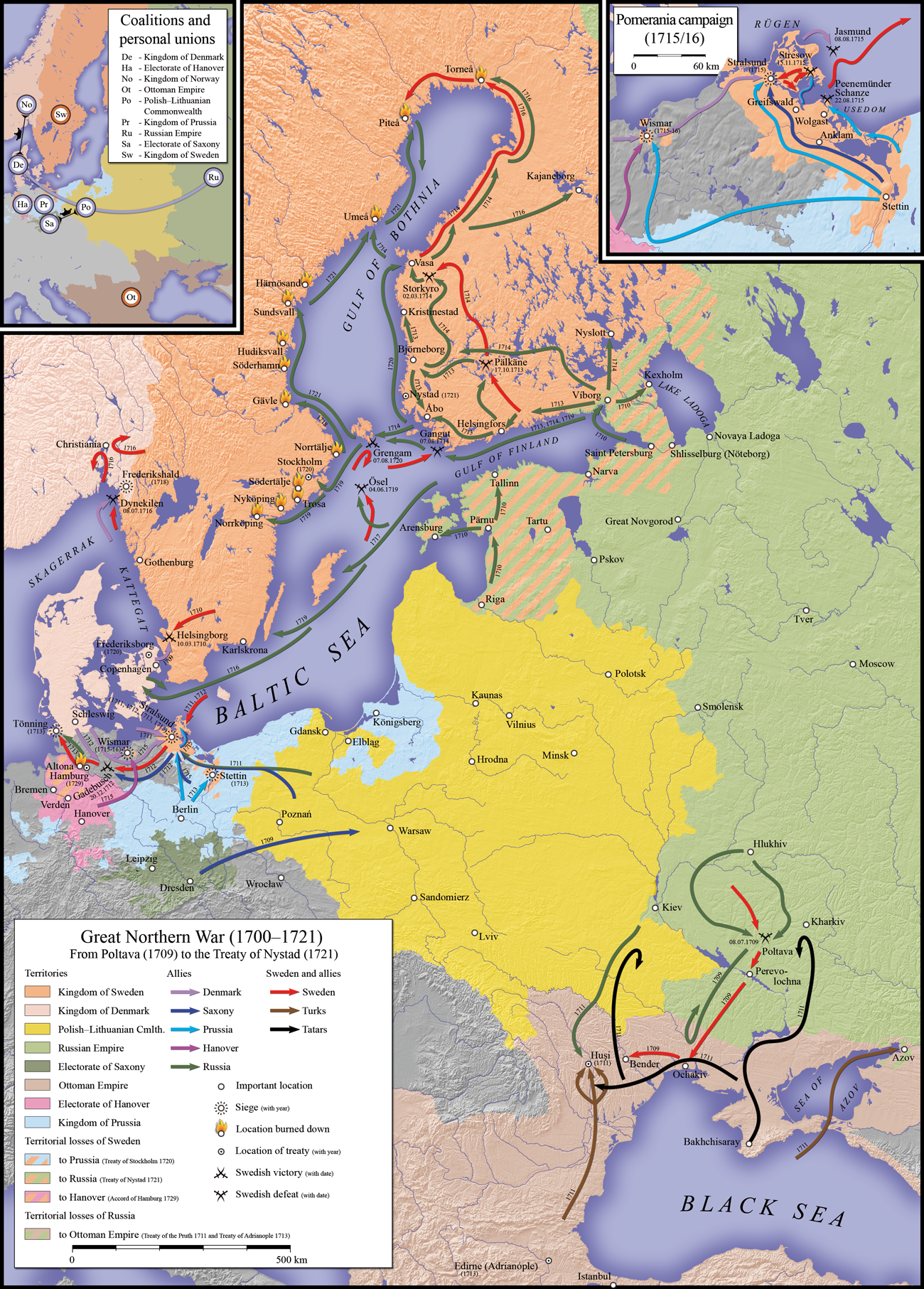
Події 1709—1721

Полтавська битва ознаменувала вирішальний перелом у війні. Північна ліга відродилася: Фредрік IV порушив Травендальський договір, Август II — Альтранштедский договір; данці вдерлися до Гольштейн-Готторпу, саксонці — до Речі Посполитої. Станіслав Лещинський сховався у Померанії.
У лютому 1710 данці зробили спробу висадитися у Шведській імперії, але зазнали невдачі. У червні 1710 Петро I взяв Виборг, в липні Ригу, у вересні — Ревель (Таллінн), встановивши повний контроль над Естляндією, Ліфляндією і Західною Карелією.
Восени 1710 року Карл XII за підтримки Королівства Франція переконав османського султана Ахмета III оголосити війну Московському царству.
Після невдалого для московитів Прутського походу 12 (23) червня 1711 Петро I був змушений укласти важкий Прутський мир з Османською імперією, зобов'язавшись повернути їй Азов, зруйнувати всі побудовані ним на Азовському морі фортеці і розірвати союз із Річчю Посполитою.
У 1712—1714 роках союзники Московського царства здобули низку перемог на європейському театрі військових дій. У 1713—1714 роках Московське царство окупувало частину території Фінляндії, в серпні 1714 московський галерний флот розбив шведський біля мису Гангут і рушив на Або. У липні 1717 був висаджений десант на острів Готланд, а на суші московська армія досягла Лулео. У серпні 1717 Московське царство перенесло військові дії на територію Шведської імперії, людські та фінансові ресурси якої були виснажені.
У 1718 році Петро I почав переговори з Карлом XII (Аландський конгрес), які, однак, були перервані після загибелі короля при облозі норвезької фортеці Фредріксгальд в грудні 1718 року. Сестра Карла Ульріка-Елеонора, що вступила на престол, і її партія стали шукати угоди із західними союзниками Московського царства. 1719 року Шведська імперія уклала союз з Ганновером, поступившись йому Бременом і Ферденом, в 1720 — з Прусією, продавши їй Штеттін та гирло Одеру, з Данією, зобов'язавшись сплачувати мито за прохід кораблів через Зундську протоку і не надавати підтримки герцогам Гольштейн-Готторпським, а також з Великою Британією.
Однак шведам не вдалося домогтися перелому у війні з Петром I. Московські десанти періодично висаджувалися на узбережжі Шведської імперії. 1719 року шведський флот зазнав поразки біля острова Езель (нині Сааремаа), а 27 липня (7 серпня) 1720 — біля острова Генграм; спроба британської ескадри втрутитися в хід військових дій закінчилася невдачею. 1721 року московський загін висадився в районі Стокгольма, що змусило британців залишити Балтику.
Після п'ятимісячних переговорів у місті Ніштадті (Уусікаупункі) у Фінляндії 30 серпня (10 вересня) 1721 був підписаний мирний договір, за яким Шведська імперія поступалася Московському царству Балтією і південно-західну Карелію, зберігши за собою Фінляндію. У результаті Шведська імперія втратила свої володіння на східному березі Балтики і значну частину володінь в Німеччині, зберігши лише частину Померанії і острів Рюген.

## Наслідки
У результаті Північної війни Московське царство отримало вихід до Балтійського моря, вирішивши одне зі своїх головних історичних завдань, тоді як Швеція втратила статус великої держави.
З дня Полтавської битви, як зазначає шведський історик Петер Енглунд, «закінчився період шведського панування, Московське царство почало звільнятися від свого старого ворога, могутнього сусіда, який закривав вихід до Балтійського моря. Водночас, Полтавська битва стала колосальною катастрофою не тільки для Шведської імперії, але й для Європи; вона зламала колишній баланс влади, — могутність після Полтави переходить від Шведської імперії до Московського царства, яке міцніє і перетворюється на велику державу». Україна з 1709 року втрачає свою незалежність, юридичні і міжнародно-правові чинники, а тому перестає існувати як держава.
За підсумками війни до Московського царства були приєднані Іжорія, частина Карелії, Естляндія, Ліфляндія (Лівонія) і південна частина Фінляндії (до Виборга), заснований Санкт-Петербург. Московський вплив міцно утвердився і в Курляндії. Проте згідно з Ніштадтським договором зазначені території не були відступлені, а були продані Шведською імперією Московському царству за величезні гроші — 2 млн талерів (єфімок), що лягло важким додатковим тягарем на країну.